# Parc national Santa Rosa
Le parc national Santa Rosa est le premier parc national du Costa Rica créé en 1972. Il doit son nom à la bataille qui se déroula à l'hacienda Santa Rosa le 26 mars 1856. Il fait partie du site du patrimoine mondial de la zone de conservation de Guanacaste.